# ランチア・ラムダ

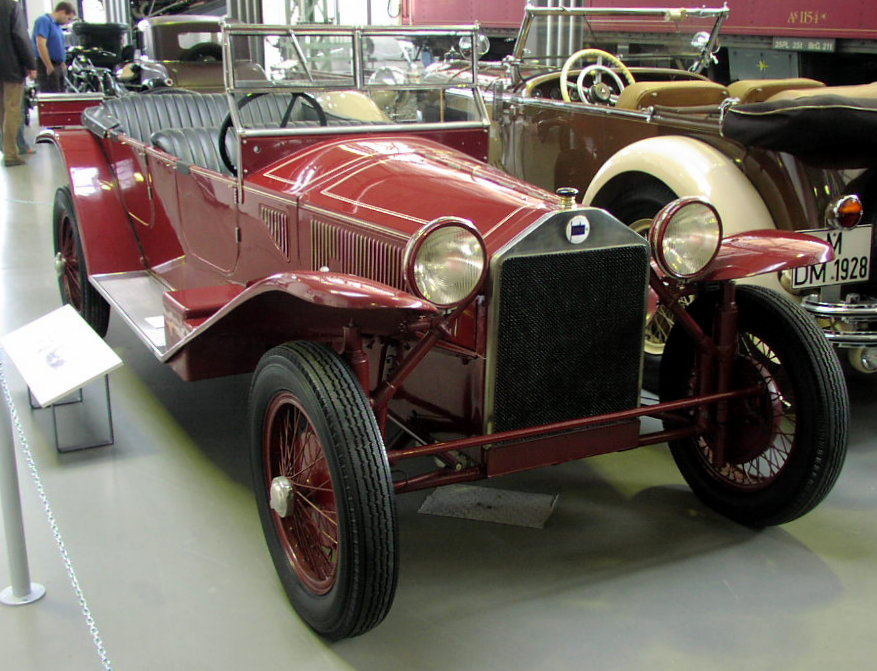
1923年式ラムダ

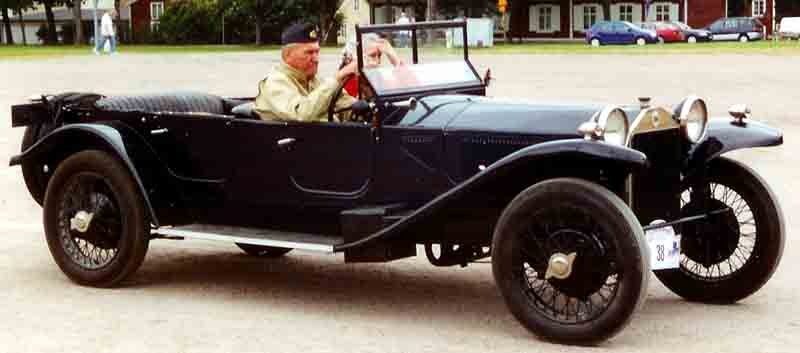
1925年式ラムダ。車高の低さと、サイドシルが高いことによるドア位置の高さがわかる

ラムダ（Lambda ）はイタリアの自動車メーカー、ランチアが1922年から1931年まで製造した中型乗用車。乗用車の分野においてモノコック構造を世界で初めて採用、また量産型の四輪乗用車で世界初となる前輪独立懸架を採用するなど、その先駆的な技術はその後の自動車工学に影響を与えた。

## 概要
「ラムダ」は、ランチア社の創始者ヴィンチェンツォ・ランチア自身の指揮で開発され、1922年のパリサロンでデビューした。
当時の自動車は、前後とも板ばね支持のリジッド・アクスルとした梯子型の鋼鉄製フレーム上に、木枠の車体を架装する別体式ボディ構造、搭載されるエンジンは直列式のサイドバルブ型が一般的であった。このような技術レベルの時代、ラムダは世界で初めて全鋼製モノコックフレームを採用した。ヴィンチェンツォ・ランチアが造船工場を見学中、船舶の船底構造からインスピレーションを得たと言われるこのレイアウトは、フロア両側面の大断面サイドシル部分および床面そのものをも一体構造とし、在来型フレームよりも相当に強度が高く（当時の剛性テストではそれまでの構造の車体と比較して10分の1のねじれしか測定されなかった）軽量かつ低重心なシャーシ構造を実現した。
前輪には、コイルで支持されるスライディングピラー式独立懸架が採用された。独立懸架は当時、少量生産車や特殊な後1輪式三輪車では採用の先例があったが、量産四輪乗用車としてはほぼ世界初の事例となり、前輪周り全体の軽量化、ばね下重量の軽減、路面追従性改善の効果を発揮、広く取られたトレッドやモノコックフレームとの相乗効果で低重心化にも寄与して、乗り心地と操縦性の向上を実現した。
エンジンは軽合金製ブロックでSOHCの狭角V型4気筒エンジンが採用された。直列エンジンにスペースを取られてボンネットを長くしていた同クラスの競合各車よりも軽量化され、搭載位置の自由度も高まることとなった。
これらのメカニズムの進歩的要素の集合により、優れた操縦性と長距離でも疲労しにくい快適性の両立を実現し、またそれまでの自動車と比べ格段に重心の低い軽快なスタイリングが可能になり、のちの自動車デザインにも影響を与えた。
ラムダの登場による技術の進歩は批評家から「当時の実用車の技術的進化を一気に10年も早めた」と評価された。
ラムダは商業的にも成功を収め、改良や排気量拡大を重ねながら足かけ10年に渡って11,200台が生産され、最終的にはシリーズ9まで生産された。後継モデルは、シャーシへのボディ架装のしやすさを優先して在来型シャーシに逆行した2リッター車のアルテナ(Artena 1931-42)であったが、モノコックシャーシはより小型のモデルに技術応用されて継承され、スライディングピラー独立懸架や狭角V型エンジンと共に、ランチア車の特徴として引き継がれた。

## エンジン
注目すべき設計の、自社製狭角V型SOHC4気筒を搭載した。排気量は年次により3種があり、すべてストローク120 mm仕様で、左右バンクで共用される中央1本のオーバーヘッド・カムシャフトでバルブ開閉する構造は共通である。バンク角は初期型13°、中期型14°、後期型13.4°であった。この特異なレイアウトに、在来直列エンジンからのコンパクト化の狙いがあったのは明らかである。いずれもシングル・キャブレター仕様となっていた。
| モデル(Sはシリーズの略) | レイアウト | 排気量  | 出力                       |
| ----------------------- | ---------- | ------- | -------------------------- |
| S.1-S.6(1923-26)        | V4 SOHC    | 2121 cc | 49 hp (36.5 kW) @ 3250 rpm |
| S.7(1926-28)            | V4 SOHC    | 2375 cc | 59 hp (44 kW) @ 3250 rpm   |
| S.8-S.9(1928-31)        | V4 SOHC    | 2569 cc | 69 hp (51.4 kW) @ 3500 rpm |

## トピック
- 日本を代表する自動車評論家の小林彰太郎は、亡くなるまでラムダを愛用していた。彼は「現代の交通状況でも難なく使える車だ」と評している。
- 実業家・白洲次郎は、正子との結婚祝いに父から贈られたラムダで新婚旅行に出かけたという（家業が倒産した後の出来事）。
- ラムダの操縦性とフロントシートの居住性は卓越していたが、固定軸のまま残った後車軸が災いし、リアシートの乗り心地はフロントに比して遙かに劣ったという。